# Lista episoadelor din Tokyo Ghoul √A
Tokyo Ghoul √A (2015)
Lista episoadelor din Tokyo Ghoul √A arată episoadele al seriei anime Tokyo Ghoul ce se bazează pe seria manga Tokyo Ghoul de Sui Ishida care sunt regizate de Shuhei Morita și produse de Studioul Pierrot și TV Tokyo și au început să fie difuzate pe data de 9 ianuarie 2015 la TV Tokyo și s-au încheiat la data de 27 martie 2015.

## Lista episoadelor
| Nr. Ep. Original | Nr. Ep. Serie | Nr. Ep. Sezon | Titlu               | Apariție          |
| ---------------- | ------------- | ------------- | ------------------- | ----------------- |
| 13               | 1             | 1             | Încredere           | 9 ianuarie 2015   |
| 14               | 2             | 2             | Florile dansatoare  | 16 ianuarie 2015  |
| 15               | 3             | 3             | Călăul              | 23 ianuarie 2015  |
| 16               | 4             | 4             | Straturi mai adânci | 30 ianuarie 2015  |
| 17               | 5             | 5             | Ruptura             | 6 februarie 2015  |
| 18               | 6             | 6             | Vijelie             | 13 februarie 2015 |
| 19               | 7             | 7             | Pătrundere          | 20 februarie 2015 |
| 20               | 8             | 8             | Vechime nouă        | 27 februarie 2015 |
| 21               | 9             | 9             | Oraș în așteptare   | 6 martie 2015     |
| 22               | 10            | 10            | Ultima ploaie       | 13 martie 2015    |
| 23               | 11            | 11            | Potopul florilor    | 20 martie 2015    |
| 24               | 12            | 12            | Ken                 | 27 martie 2015    |

## OVA-uri
| Nr. OVA Original | Nr. OVA Serie | Titlu | Apariție           |
| ---------------- | ------------- | ----- | ------------------ |
| OVA 1            | OVA 1         | Jack  | 30 septembrie 2015 |
| OVA 2            | OVA 2         | Pinto | 25 decembrie 2015  |